# Mervin Tran
Mervin Tran (Regina, 22 settembre 1990) è un pattinatore artistico su ghiaccio canadese, specializzato nel pattinaggio artistico su ghiaccio a coppie.
Nel corso della sua carriera, insieme a Narumi Takahashi, ha rappresentato il Giappone in diversi competizioni continentali, tra cui i Mondiali 2012, dove la coppia ha ottenuto una medaglia di bronzo. 

## Palmarès
GP: Grand Prix; CS: Challenger Series; JGP: Junior Grand Prix
 Coppie con Olivia Serafini per gli Stati Uniti d'America 
| Internazionali          | Internazionali | Internazionali | Internazionali |
| Evento                  | 2018–19]       | 2019–20        | 2020–21        |
| ----------------------- | -------------- | -------------- | -------------- |
| GP Skate America        |                |                | 6°             |
| CS Finlandia Trophy     |                | 5°             |                |
| CS Golden Spin          |                | 7°             |                |
| Nazionali               |                |                |                |
| Campionati statunitensi | 13°            | 7°             | 6°             |

 Coppie con Marissa Castelli per gli Stati Uniti d'America 
| Internazionali                    | Internazionali | Internazionali | Internazionali | Internazionali |
| Evento                            | 2014–15        | 2015–16        | 2016–17        | 2017–18        |
| --------------------------------- | -------------- | -------------- | -------------- | -------------- |
| Campionati dei Quattro continenti |                | 6°             |                |                |
| GP Trophée de France              |                | 6°             | 5°             | 6°             |
| GP Rostelecom Cup                 |                |                |                | 7°             |
| GP Skate America                  |                |                | 7°             |                |
| GP Skate Canada                   |                | 4°             |                |                |
| CS Autumn Classic International   |                |                | 3°             | 4°             |
| CS Golden Spin                    |                | 5°             |                |                |
| CS U.S. Classic                   |                | 2°             |                |                |
| Autumn Classic International      |                | 2°             |                |                |
| Nazionali                         |                |                |                |                |
| Campionati statunitensi           | 6°             | 3°             | 2°             | 6°             |

 Con Natasha Purich per il Canada 
| Internazionali                    | Internazionali |
| Evento                            | 2013–14        |
| --------------------------------- | -------------- |
| Campionati dei Quattro continenti | 5°             |
| GP Trophée Eric Bompard           | 6°             |
| Nebelhorn Trophy                  | 6°             |
| Nazionali                         |                |
| Campionati canadesi               | 4°             |

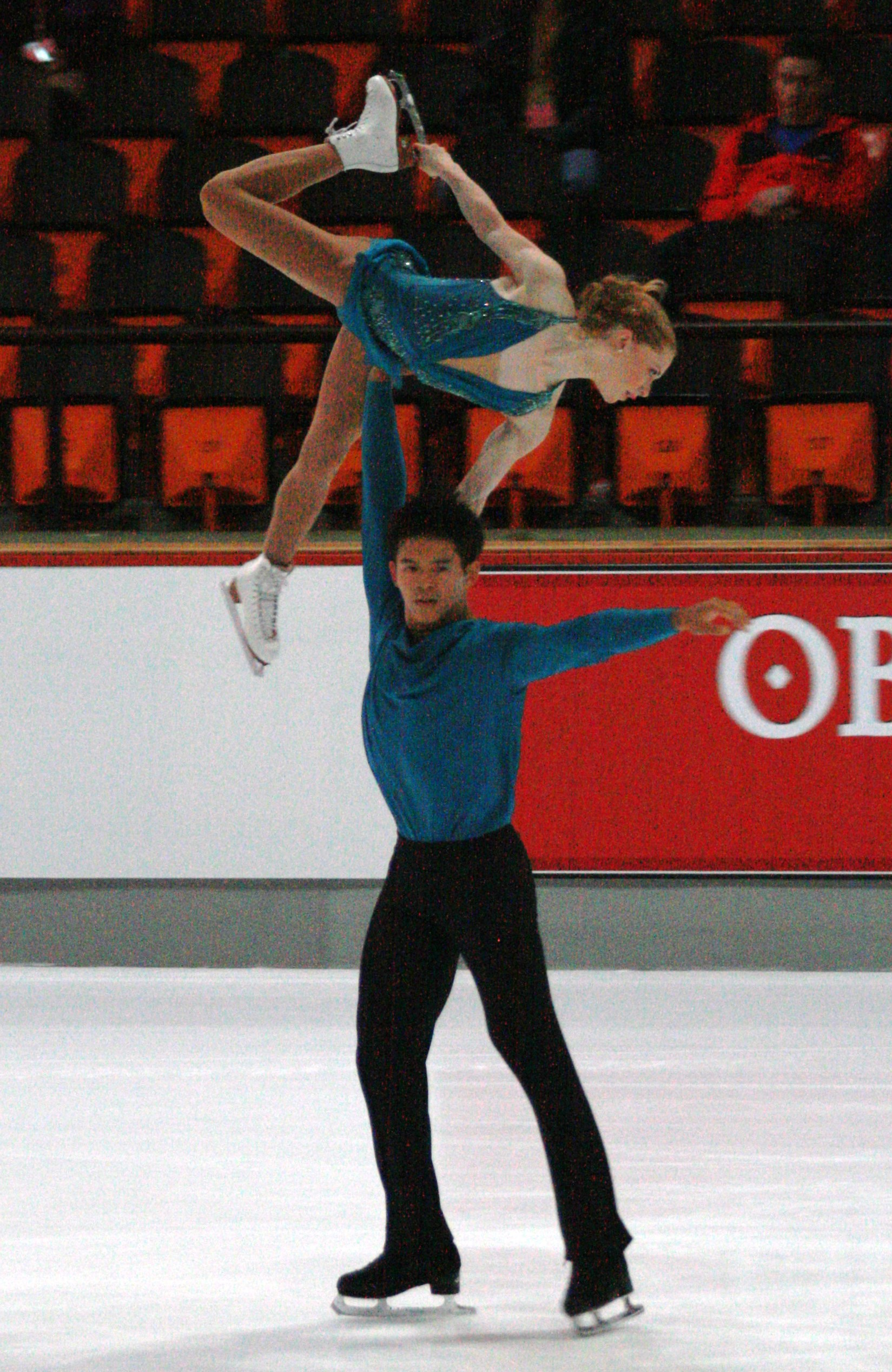
Purich/Tran al Nebelhorn Trophy 2013

 Con Narumi Takahashi per il Giappone 

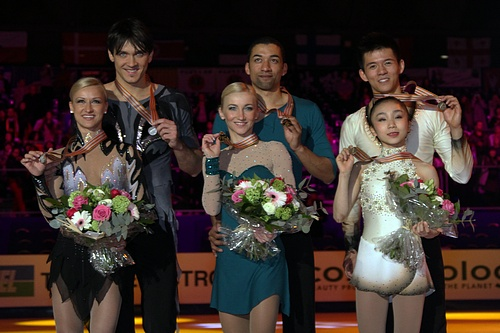
Takahashi/Tran sul podio del Campionato del mondo 2012 insieme a Aljona Savchenko / Robin Szolkowy e Tat'jana Volosožar / Maksim Tran'kov

| Campionati mondiali |     |    |    | 9° | 3°        |   |
| Campionati dei Quattro continenti                                                                                          |     |    | 5° | 7° | 5°        |   |
| GP Finale |     |    |    |    | 6°        |   |
| GP Cup of China |     |    |    |    |           | R |
| GP NHK Trophy |     |    | 8° | 3° | 2°        | R |
| GP Rostelecom Cup |     |    |    | 2° |           |   |
| GP Skate Canada |     |    |    |    | 4°        |   |
| Internazionali: Junior |     |    |    |    |           |   |
| Campionati mondiali | 15° | 7° | 2° | 3° |           |   |
| JGP Finale |     | 7° | 2° | 1° |           |   |
| JGP Estonia | 12° |    |    |    |           |   |
| JGP Germania | 6°  |    |    | 2° |           |   |
| JGP Messico |     | 4° |    |    |           |   |
| JGP Polonia |     |    | 1° |    |           |   |
| JGP Gran Bretagna |     | 3° |    | 2° |           |   |
| JGP USA |     |    | 3° |    |           |   |
| Nazionali |     |    |    |    |           |   |
| Campionati giapponesi |     | 1° | 1° | 1° | 1°        |   |
| Campionati giapponesi junior                                                                                               | 1°  |    |    |    |           |   |
| Eventi a squadre |     |    |    |    |           |   |
| World Team Trophy |     |    |    |    | 1° S 3° P |   |
| R = Ritirati S = Risultato della squadra; P = Risultato personale; Medaglie assegnate solo per il risultato della squadra. |     |    |    |    |           |   |